# 大西学園中学校・高等学校
大西学園中学校・高等学校（おおにしがくえんちゅうがっこう・こうとうがっこう）は、神奈川県川崎市中原区に所在し、中高一貫教育を提供する私立の中学校・高等学校。高等学校において、中学校から入学した内部進学の生徒と高等学校から入学した外部進学の生徒との間で、第1学年から混合してクラスを編成する併設型中高一貫校。かつては女子校であったが、2005年度より男女共学。幼稚園・小学校・中学校・高校を持つ学校法人大西学園の経営。同じ敷地内に全ての学校がある。

## 沿革
- 1928年 - 文部大臣より高等女学校として認可される。中原高等女学校と称する。中原高等女学校を設立
- 1942年 - 財団法人大西学園認可と共にその経営するところとなり、4ヶ年制と5ヶ年制とを併設した高等女学校となり、生徒数、千数百名を数える大学園となる
- 1947年 - 学制改革により、大西学園中学校設置が認可される
- 1948年 - 大西学園高等学校設置認可される
- 1951年 - 学校法人大西学園認可と共にその経営するところとなる

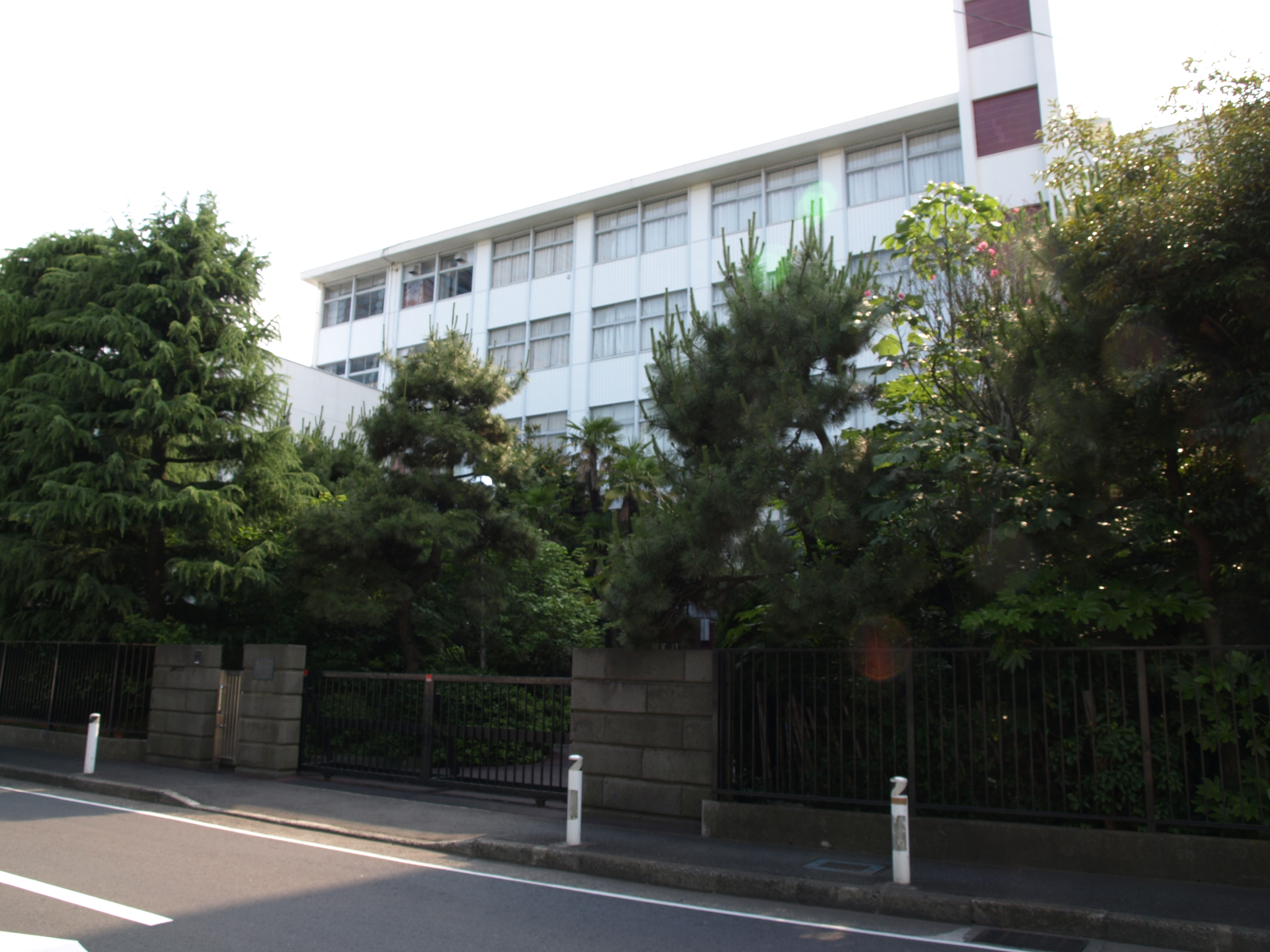
旧校舎（2009年6月7日撮影）
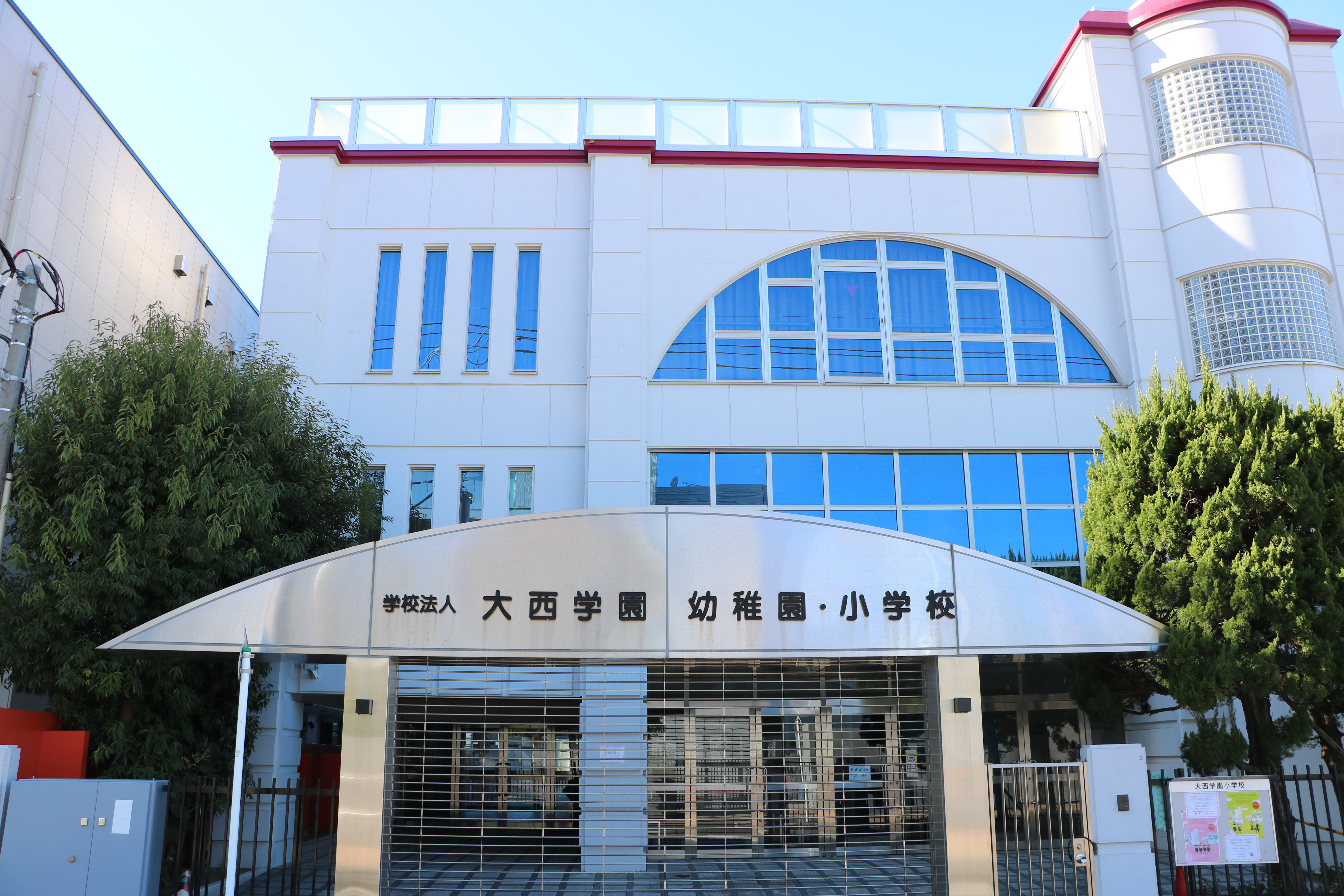
隣接する大西学園幼稚園・小学校（2021年1月9日撮影）
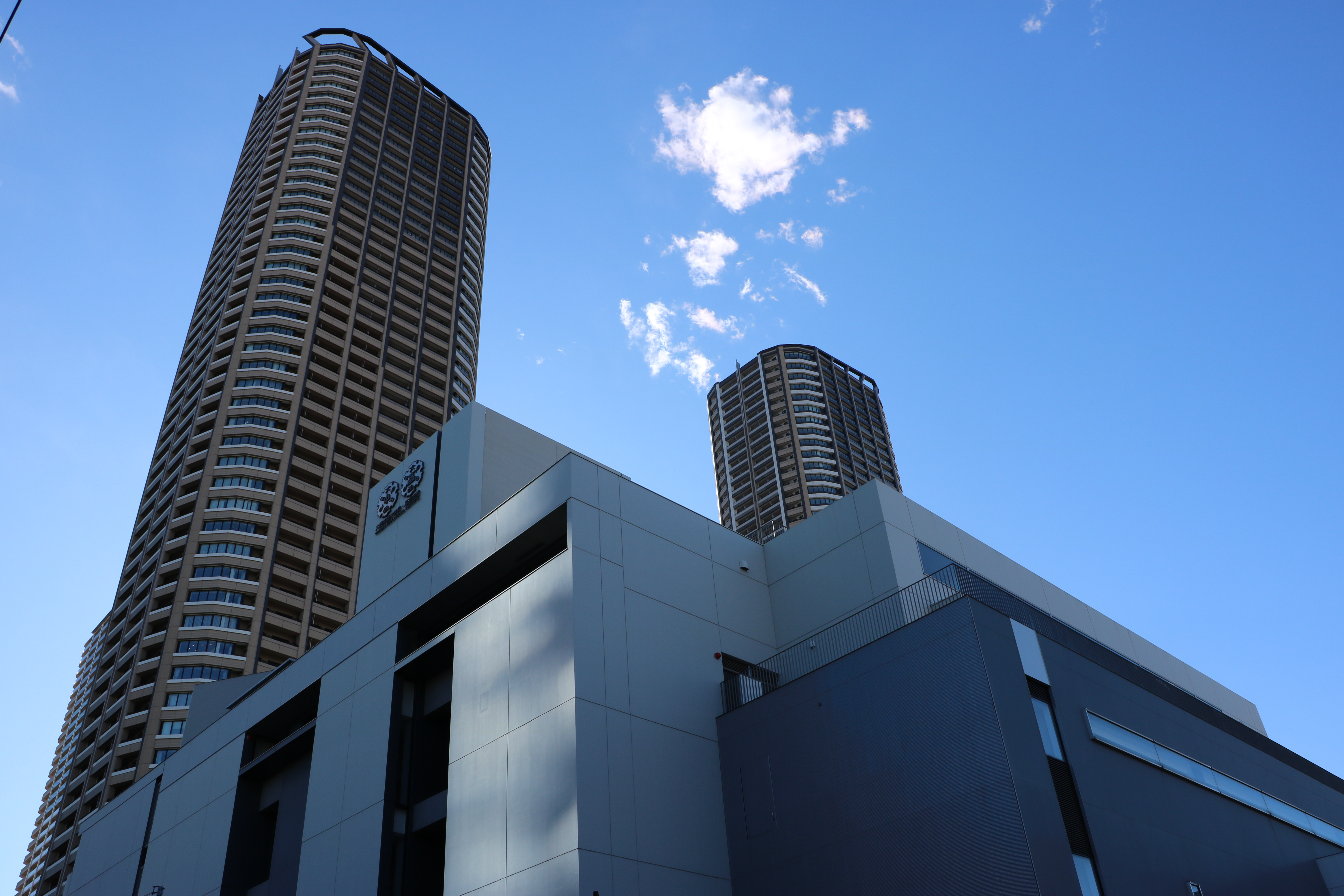
校舎（手前下部）周辺には複数の超高層マンションが立ち並ぶ（2021年1月9日撮影）

## 設置形態
- 中学校（2004年度より共学）
- 高等学校（全日制課程）
  - 普通科（2005年度より共学）
  - 家庭科（女子）

## 交通
- 武蔵小杉駅（JR東日本・東急電鉄）徒歩4分

## 著名な出身者
- 鰐淵晴子 - 女優
- 橋本愛 - タレント